# Planina Zajamniki
Planina Zajamniki je planina, ki se nahaja na skrajnem južnem robu planote Pokljuke.
Po slikah je planina znana kot lepa in razpotegnjena ulica s pastirskimi stani.

## Seznam dostopov
Zajamniki so znani po dokaj enostavnem dostopu, saj na vseh poteh hodimo po ravnem, rahlo strmem ali celo spuščajočem terenu.
| Izhodišče                  | Čas vzpona/sestopa | Višinska razlika | Težavnost           |
| -------------------------- | ------------------ | ---------------- | ------------------- |
| Rudno polje (1347 m)       | 1h ⅓               | -67 m            | Lahke označene poti |
| Koča na Uskovnici (1154 m) | 1h ¼               | 126 m            | Lahke označene poti |
| Zgornji Gorenjek (1279 m)  | 2h                 | 1 m              | Lahke označene poti |